# Piscinas de Marés

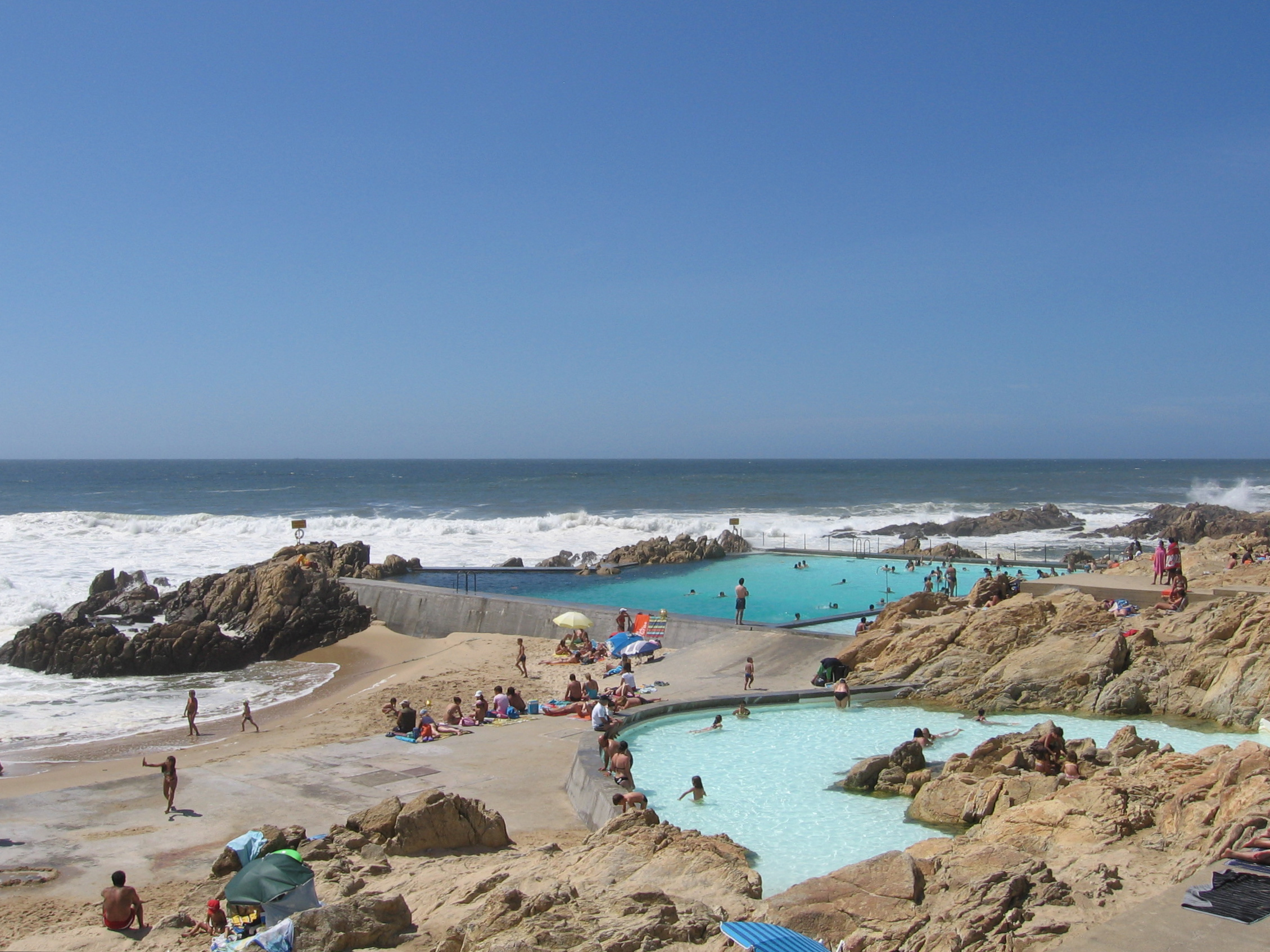
Beckenlandschaft

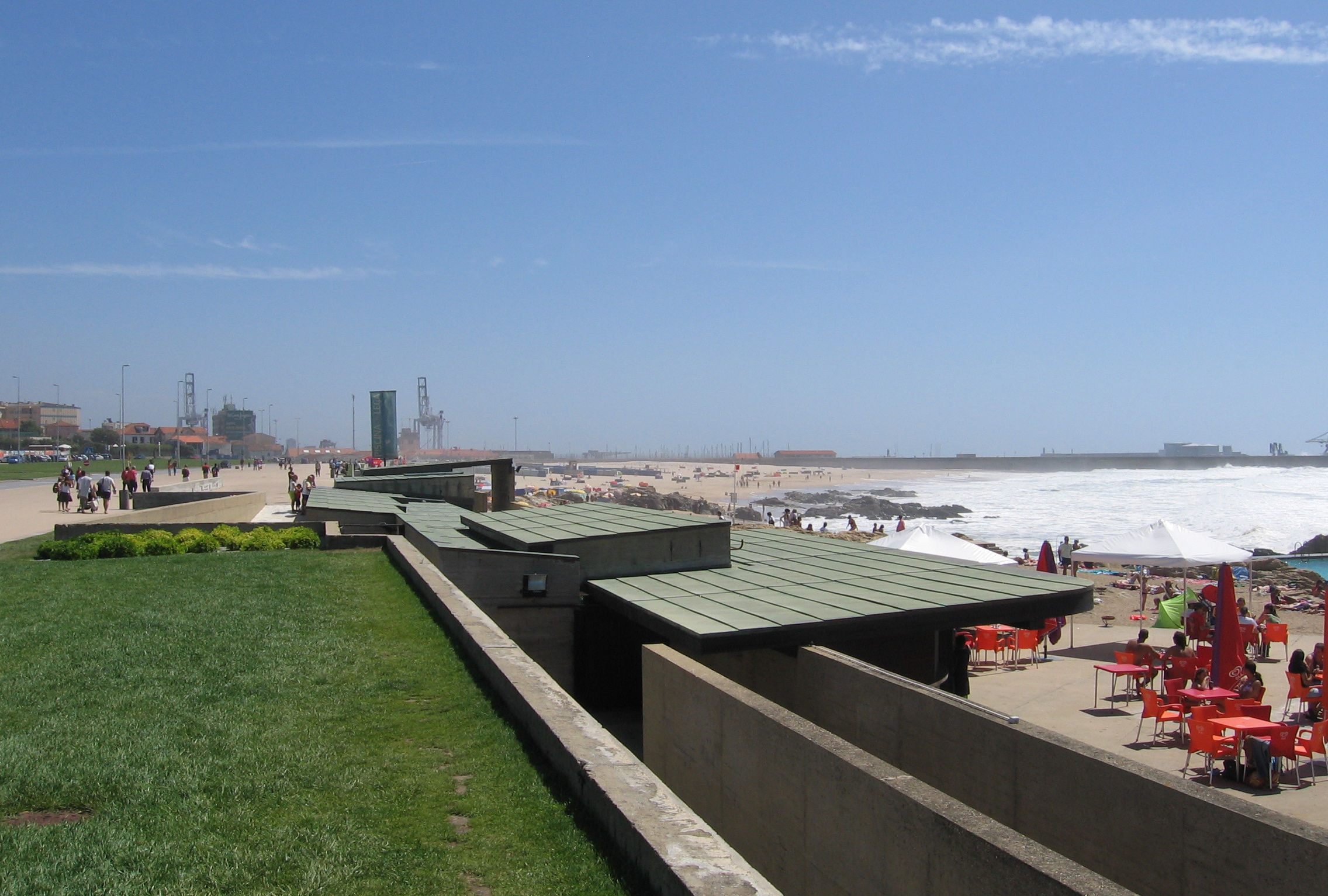
Nebengebäude

Die Piscinas de Marés sind eine Poolanlage am Strand der portugiesischen Gemeinde (Freguesia) Leça da Palmeira. Sie wurde in den Jahren 1961 bis 1966 nach Plänen des Architekten Álvaro Siza Vieira errichtet.

## Beschreibung
Oberhalb der als Terrassenlandschaft konzipierten Poolanlage befindet sich das Boa Nova Teehaus. Zum Komplex gehören zwei Bassins, ein Café, Wasch-, Toiletten- und Umkleidekabinen und technische Anlagen zur Kontrolle der Wasserqualität.
Das archaisch-brutalistische Betonbauwerk formt, wie eine Skulptur nahtlos in die Felsenlandschaft eingebettet, Bassins, die es ermöglichen, im Wasser des Atlantiks und dennoch geschützt vor der hier typischen tosenden Brandung zu baden. Dabei lässt sich betrachten, wie immer wieder größere Wellen in das Becken schwappen und das sonst ruhige, angewärmte Wasser ein wenig anregen.
Die ungewöhnliche Homogenität von Bauwerk und Landschaft betont Siza Vieira durch die Materialien: Der Sichtbeton besteht aus einem sehr körnigen Zement, dem der zerstoßene Fels der Küste beigemengt ist. Dadurch entsteht eine Wirkung der Einbettung des ebenen Gebäudes in die zerklüfteten Felsen.